# (5933) Kemurdzhian
(5933) Kemurdzhian est un astéroïde de la ceinture principale.

## Description
(5933) Kemurdzhian est un astéroïde de la ceinture principale. Il fut découvert le 26 août 1976 à Naoutchnyï par Nikolaï Tchernykh. Il présente une orbite caractérisée par un demi-grand axe de 2,16 UA, une excentricité de 0,15 et une inclinaison de 0,1° par rapport à l'écliptique.

## Compléments